# Roberto Cietto
Roberto Cietto (Pederneiras, 12 de outubro de 1936 - Rio da Janeiro,4 de setembro de 1969)  foi militante do Movimento de Ação Revolucionária (MAR). Filho de Primo Cietto e Dorvalina da Silva Cietto.
Roberto morreu aos 33 anos de idade, nas dependências do Pelotão de Investigação Criminal (PIC), localizado no interior do Primeiro Batalhão de Polícias do Exército.
É um dos casos investigados pela Comissão da Verdade, que apura mortes e desaparecimentos na ditadura militar brasileira.

## Biografia
Roberto havia iniciado a militância política na penitenciária Lemos Brito no Rio de Janeiro, onde cumpria pena por roubo e conheceu alguns presos políticos, grupo com o qual empreendeu uma fuga. Entre eles, alguns ex-marinheiros, como Avelino Capitani, José Duarte e Marco Antônio da Silva Lima (morto em janeiro de 1970), além do ex-sargento da Aeronáutica Antônio Prestes de Paula, que formaram uma nova organização clandestina denominada de MAR - Movimento de Ação Revolucionária. Inicialmente, o grupo de nove prisioneiros evadidos se instalou na região de Angra dos Reis, onde realizou deslocamentos e treinamentos de guerrilha. Abandonou a mata antes da chegada dos fuzileiros navais enviados à região para desbaratar o movimento. Retornou ao Rio, onde, segundo os órgãos de segurança, participou de ações armadas.

## Morte
Relatos levados a Comissão Especial sobre Mortos e Desaparecidos (CEMDP), informam que Cietto foi preso no dia 4 de setembro de 1969, quando passava casualmente em frente à casa do Embaixador Americano Charles Burke Elbrick, sequestrado no mesmo dia. Conhecido e procurado pelos agentes de segurança por ser fugitivo, foi levado diretamente para o Primeiro Batalhão da Polícia do Exército. Lá foi torturado em busca de informações sobre o sequestro do embaixador, em menos de três horas estava morto.
Em relatório da Marinha, com traz informações sobre a morte de Cietto, a informação é a de que ele teria se suicidado após sofrer um acidente de automóvel, para não ser recapturado pela polícia.  No dia 19 de setembro de 1969, conforme consta no Termo de Inquirição de Testemunhas, o soldado Marçal Veneri confirmou que estava realizando a guarda no dia do acontecido e que, no momento em que foi verificar as celas, Roberto estava vivo. Além disso, também declarou que não percebeu ninguém entrando na cela.
No entanto, ao realizar nova ronda, percebeu que algo havia acontecido. Ao chegar próximo à cela de Roberto, notou que ele se encontrava imóvel atrás do banheiro. O homem alegou ter chamado outro sargento, Valdomiro Koroll, e mais um soldado sentinela e, juntos, teriam visto, através das grades, que Roberto encontrava-se imóvel. Confirmaram, assim que entraram na cela, que ele se encontrava enforcado, com um cadarço e um pedaço de pano amarrado ao registro do banheiro. 
No mesmo dia, o corpo deu entrada no Instituto Médico Legal, sendo necropsiado pelos médicos Elias Freitas e João Guilherme Figueiredo, por requisição do Quartel do I Exército, de onde foi removido. A necropsia confirma a versão oficial de suicídio por enforcamento (ele teria sido encontrado no banheiro da cela da Polícia do Exército (PE) em “suspensão parcial”, “sentado no piso”, posições que, de acordo com os órgãos da repressão, representariam o suposto suicídio), apesar de descrever algumas escoriações encontradas no corpo, como hematomas na pálpebra direita, no braço direito e na perna esquerda. Além disso, análise do material fotográfico completo mostra que não é possível ele ter se enforcado na posição em que os agentes de segurança o teriam encontrado.

### Controvérsias sobre sua morte
Embora a versão oficial demonstre a morte por suicídio, segundo o coronel Luiz Helvécio da Silveira Leite, em entrevista ao jornalista Elio Gaspari e, tomando o caso de Roberto Cietto como exemplo, a simulação de suicídio era um expediente utilizado no Batalhão da Polícia do Exército para encobrir os mortes provocadas pela tortura.
Ele cita alguns casos parecidos, como a morte de Chael Charles Schreier. O coronel afirma que, em situações similares a essas, fechava-se o caixão, proclamava-se o suicídio e sepultava-se o morto. O método já dera certo duas vezes, naquele mesmo quartel - em maio do mesmo ano, com Severino Viana Colom, e então em setembro, com Roberto Cietto.
Mais tarde, outras investigações passaram a questionar a versão oficial e o laudo dos médicos-legistas, já que as fotos e o laudo de perícia do local da morte, encontrados no IML pelo Grupo Tortura Nunca Mais do Rio de Janeiro (GTNM-RJ), revelaram que o corpo de Roberto Cietto apresentava escoriações não demarcadas no relatório dos médicos, tais como hematomas na pálpebra direita, braço direito e perna esquerda, o que indica que ele foi submetido à tortura.
Além disso, há também a questão das fotografias que indicam a impossibilidade de enforcamento  enforcar na posição em que os agentes de segurança o teriam encontrado. Ademais, no dia 3 de outubro de 1969, em entrevista à revista Veja, Élber de Mello Henriques, coronel do Exército, confirmou que Cietto havia sido torturado no quartel da polícia. Segundo sua declaração, teria visto Roberto pendurado em um “pau-de-arara”, em estado de evidente sofrimento. Disse ainda que ele teria solicitado que tirassem Roberto dali, pois tinha a intenção de interrogá-lo em um outro dia.
Afirmou também que, quando retornou ao quartel na semana seguinte, mandou que o encaminhassem, mas foi avisado de que ele havia se suicidado. Élber  recordou, ainda, que naquela ocasião apresentou uma denúncia ao general Carlos Alberto Cabral Ribeiro, chefe do Estado Maior do I Exército, contra o tenente-coronel José Ney Fernandes Antunes, por ter permitido a tortura dos presos políticos. Entretanto, o general Carlos Alberto não tomara nenhuma ação contra os torturadores e ainda afastou o coronel Élber de Mello do quartel.

## Conclusão da Comissão Nacional da Verdade
Diante das investigações conduzidas pela Comissão Nacional da Verdade, foi concluído que Roberto Cietto morreu em decorrência de ação dos agentes do Estado Brasileiro em contexto de violações de direitos humanos, promovidas pelo sistema de ditadura política militar da época. Recomenda-se, assim, a continuidade das investigações.

## Exumação
Contrariando a confirmação, fotos e o laudo de perícia do local recolhidos no IML do Rio de Janeiro pelo grupo Tortura Nunca Mais, mostram que ele foi encontrado morto em um banheiro de cela da Polícia do Exército no bairro da Tijuca, zona norte da cidade, depois de ter sido torturado. Além disso, análise do material fotográfico mostra que não havia como Roberto se enforcar, já que estava praticamente sentado.
Além dessas evidências, em entrevista à revista Veja, no dia 3 de novembro de 1999, o coronel do Exército Éber de Melo Henriques, confirmou que Cietto havia sido torturado no quartel da polícia do Exército. O mesmo declarou que teria visto Roberto pendurado em um "pau de arara", em estado evidente de sofrimento. Segundo relatou, ele teria solicitado que tirassem Roberto Cietto dali, pois tinha a intenção de interrogá-lo no próximo dia. Na semana seguinte ao retornar ao quartel, pediu para vê-lo, entretanto recebeu a notícia que ele havia se suicidado.
O coronel Élber disse ainda nessa entrevista que naquela ocasião apresentou a denúncia ao general Carlos Alberto Cabra, chefe do Estado Maior do I Exército, contra o Tenente-coronel José Ney Fernandes Antunes, por ter autorizado a tortura dos presos políticos. entretanto, o general nada teria feito contra os torturadores, a não ser afastá-lo do lugar.
O atestado de óbito contém apenas seu nome, sendo ignoradas todas as outras informações contidas, apesar de se tratar de alguém que já havia cumprido pena e que teria todos os dados de identificação disponíveis para as autoridades. Esta informação foi confirmada por sua ficha no Instituto Félix Pacheco. Roberto Cietto foi enterrado como indigente no Cemitério de Santa Cruz, no Rio de Janeiro, em 30 de setembro de 1969.

## Homenagem
Flávio Tavares, companheiro de militância política de Roberto Cietto, também prestou depoimento à Comissão Nacional da Verdade e uma clara homenagem ao amigo morto em tempos de ditadura militar no Brasil:
" A vida desse rapaz é muito bonita, porque ele era um marginal, um marginal pela sua situação social, eu não vou fazer aqui uma falsa sociologia, que foi reabilitado, alfabetizado, reabilitado. Ele era inteligentíssimo, só que tinha tido uma vida miserável no Rio. Roberto Cietto."